# ستار بروس
ستار بروس (به لهستانی:  Stary Brus) یک روستا در لهستان است که در گمینا ستار بروس واقع شده‌است.